# Avinger
Avinger é uma cidade  localizada no estado norte-americano de Texas, no Condado de Cass.

## Demografia
Segundo o censo norte-americano de 2000, a sua população era de 464 habitantes. 
Em 2006, foi estimada uma população de 452, um decréscimo de 12 (-2.6%).

## Geografia
De acordo com o United States Census Bureau tem uma área de 
4,8 km², dos quais 4,8 km² cobertos por terra e 0,0 km² cobertos por água. Avinger localiza-se a aproximadamente 105 m acima do nível do mar.

## Localidades na vizinhança
O diagrama seguinte representa as localidades num raio de 24 km ao redor de Avinger. 